# Vantaanjoki
La Rivière de Vantaa (finnois : Vantaanjoki, suédois : Vanda å) est un cours d'eau de 101 km dans la Province de Finlande méridionale.
Le fleuve part du lac Erkylänjärvi à Hausjärvi et s'écoule dans  la baie Vanhankaupunginlahti du Golfe de Finlande à Helsinki.

## Parcours
Sa surface est de 1 685 km2 et sur son passage habitent environ 1,1 million d'habitants. La rivière Vantaanjoki traverse Hausjärvi, Riihimäki, Hyvinkää, Nurmijärvi, Vantaa et Helsinki. Le fleuve s'étend aussi sur les municipalités de Tuusula, Kerava, Järvenpää, Mäntsälä, Sipoo, Espoo, Vihti et Loppi.
L'un de ses confluents est la rivière Keravanjoki qui traverse la ville de Kerava.

## Utilisation hydroélectrique

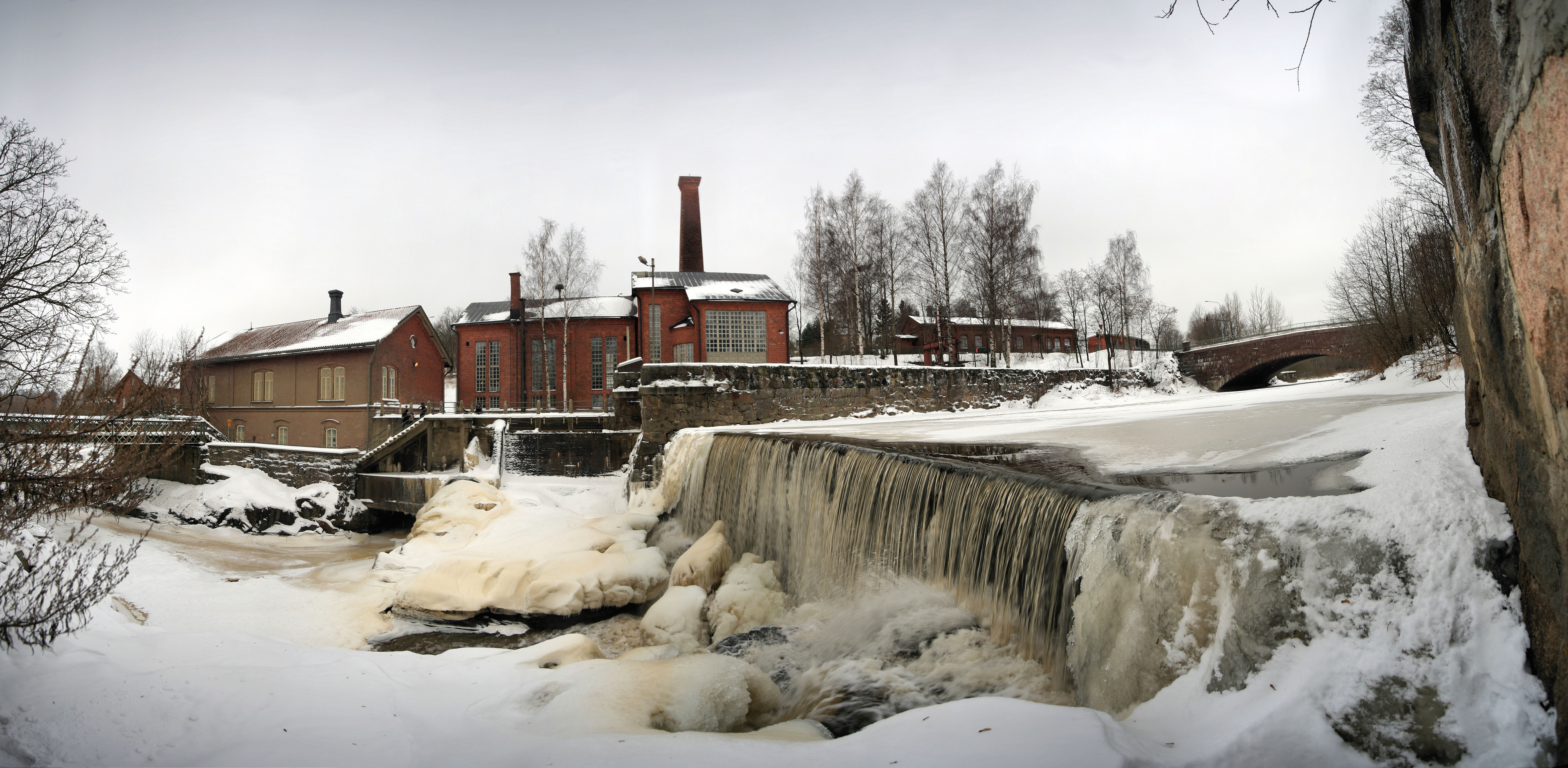
Une chute de la rivière Vantaanjoki et une petite centrale hydro-électrique à Vanhakaupunki.

La capitale Helsinki utilise l'eau de la rivière Vantaanjoki comme secours quand l'Aqueduc du Päijänne est en réparation.
La compagnie d’électricité Helsingin Energia possède un musée des Centrales électriques à l'embouchure de la Vantaanjoki. La centrale électrique de Vanhakaupunki produit en moyenne of 500 MWh (soit 500 000 kWh) par an.

## Galerie

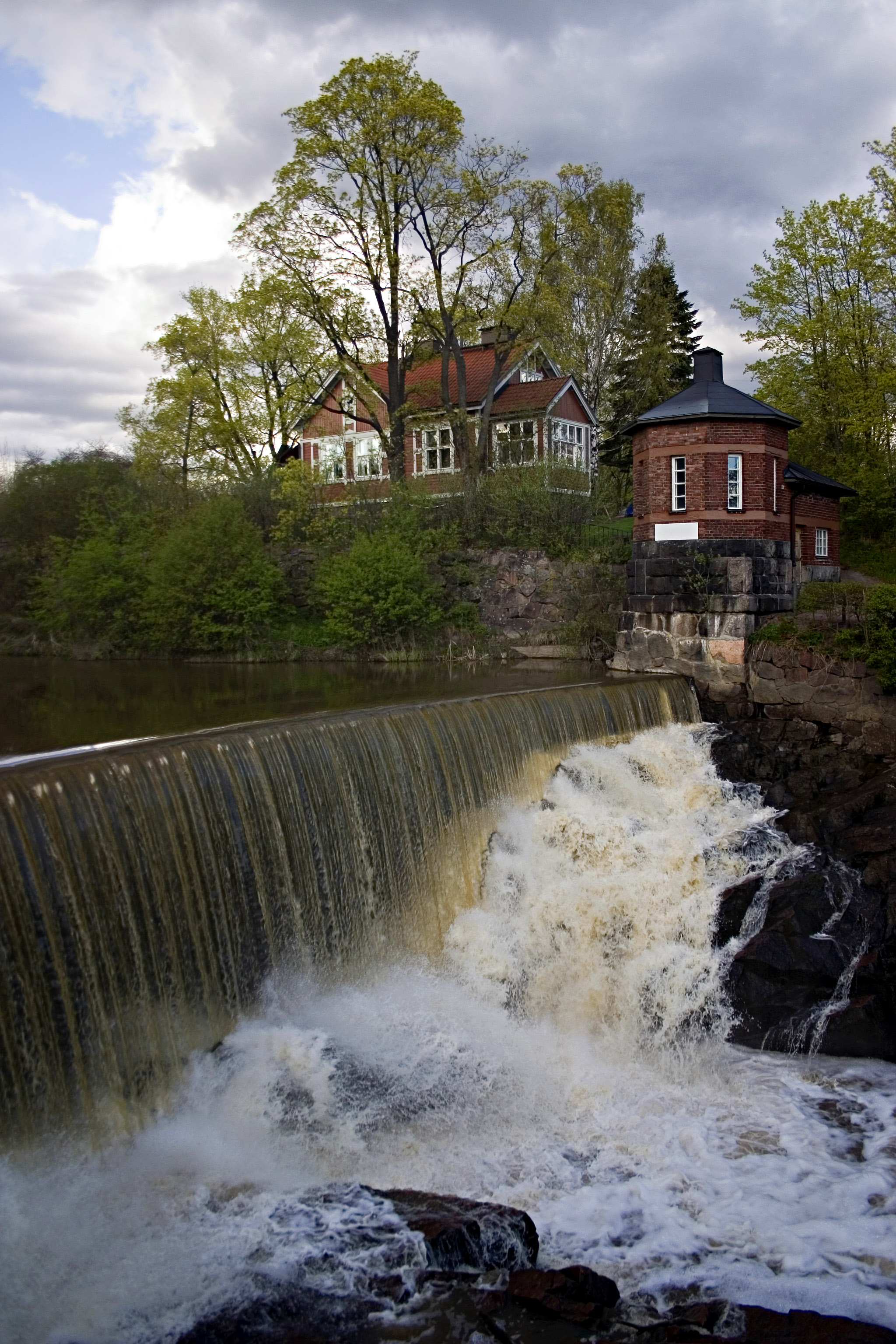
Chutes à Vanhakaupunki
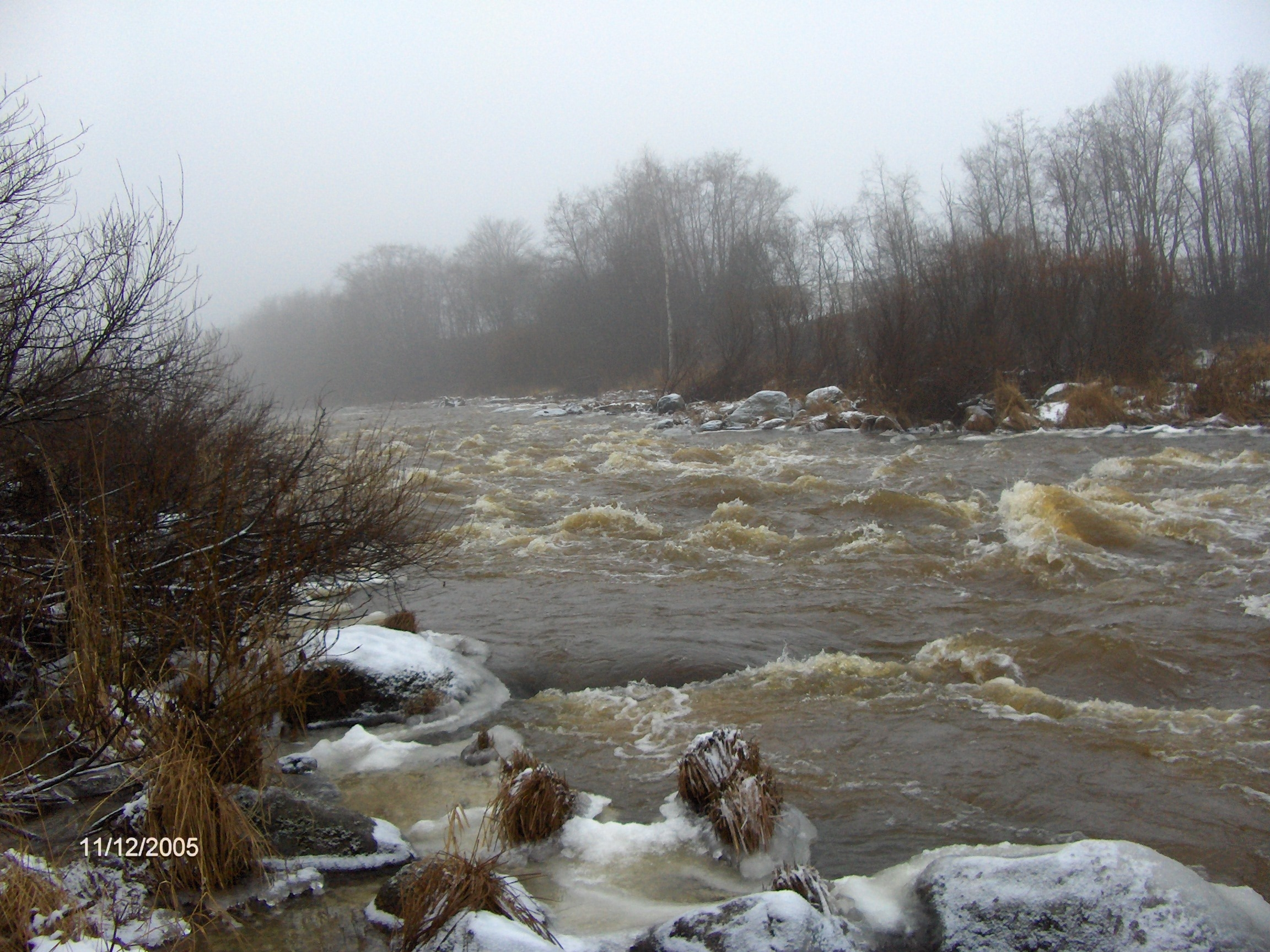
Chutes de Ruutinkoski
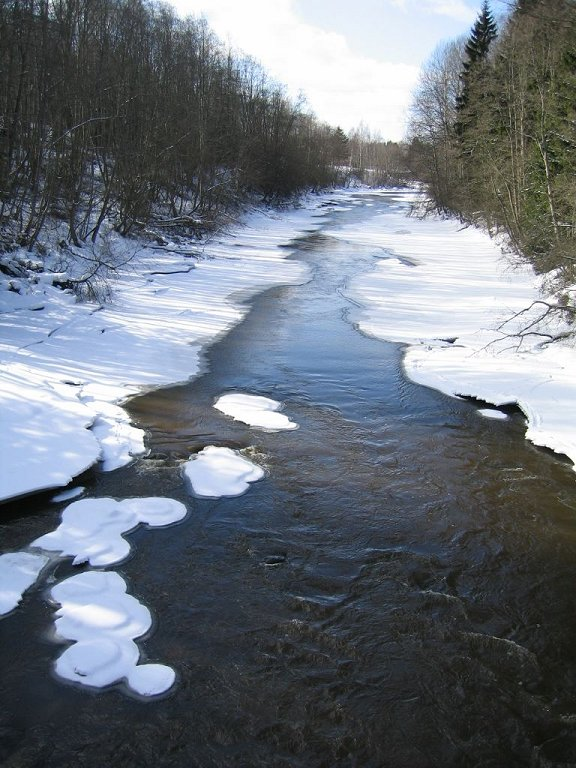
Chutes de Pitkäkoski  entre Helsinki et Vantaa, durant l'hiver.
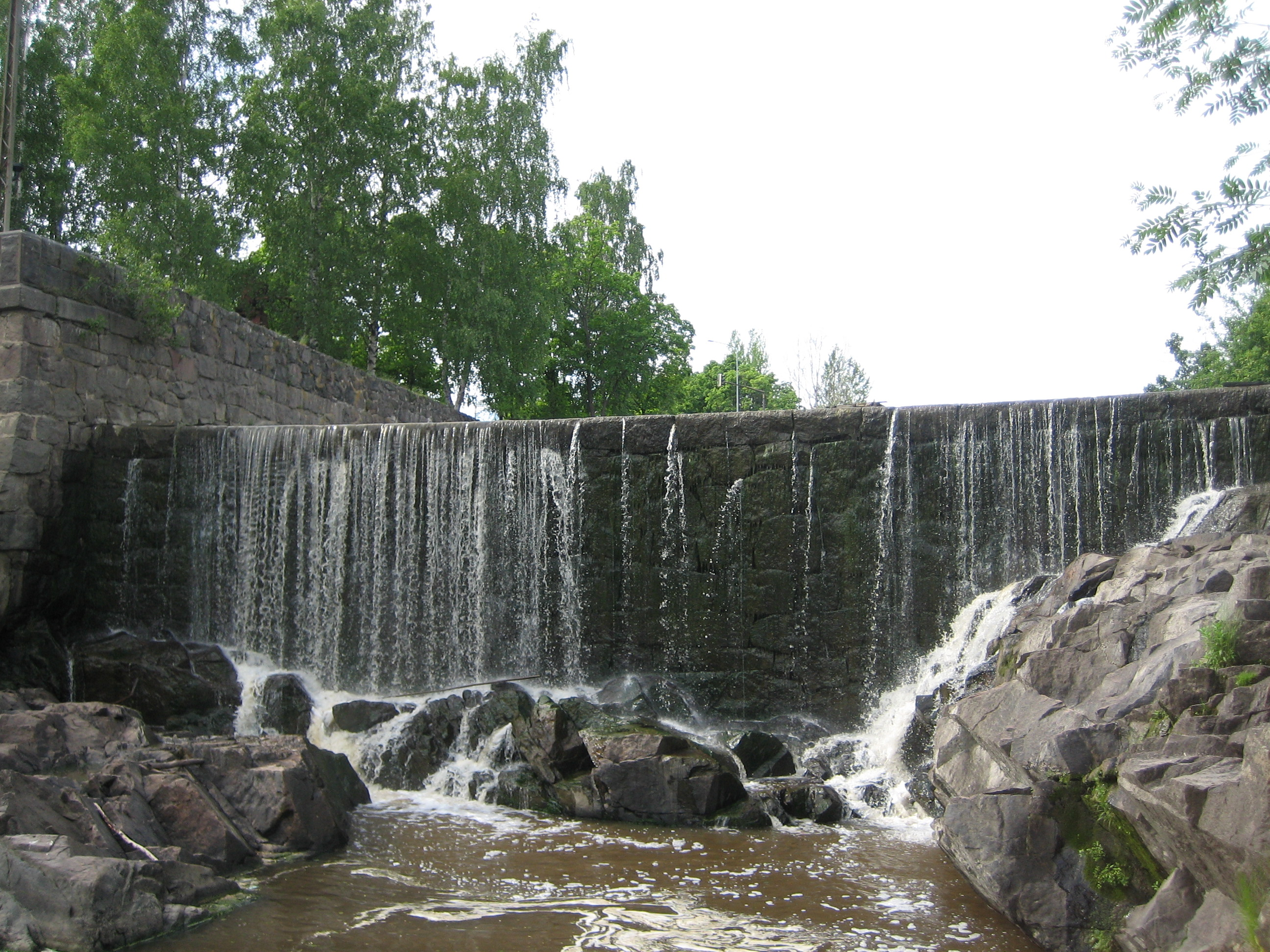
Barrage sur la Vantaanjoki